# Митчелл, Кеннет
Кеннет Александр Митчелл (англ. Kenneth Mitchell, 25 ноября 1974 года, Торонто, Канада — 24 февраля 2024 года) — канадский актёр. Известен по роли Эрика Грина в телесериале CBS «Иерихон» (2006—2008) и по исполнению различных персонажей в «Звёздном пути: Дискавери» (2017—2021). В кино он появился в роли Ральфа Кокса в спортивном биографическом фильме «Чудо» (2004) и в роли Джозефа Дэнверса в «Капитане Марвел» (2019).

## Биография
Кеннет Митчелл родился в Торонто 25 ноября 1974 года. Среднее образование получил в школе Эрла Хейга в своём родном городе, а затем изучал ландшафтную архитектуру в Университете Гвельфа. Впоследствии он работал в Торонто и Гвельфе, прежде чем через своего друга познакомился с агентом.
Первые съёмки Митчелла были в рекламных роликах, участвовал в независимых постановках. Впервые в главных ролях появился в фильмах «Високосные годы» и «Одиссея 5».
В 2004 году Митчелл был утверждён на роль хоккеиста Ральфа Кокса в фильме «Чудо» с Куртом Расселом и получил роль последнего игрока, исключенного из мужской олимпийской сборной по хоккею 1980 года.
Митчелл появился в роли Эрика Грина в американской телевизионной драме «Иерихон», которая была отменена CBS в мае 2007 года, и была возвращена в расписание показов 2007—2008 годов после кампании фанатов по спасению шоу.
В 2014 году Митчелл получил роль Дека Слейтона в телевизионном драматическом сериале ABC «Клуб жен астронавтов». Митчелл сыграл трёх клингонов (представителей вымышленной инопланетной цивилизации гуманоидов-воинов) в «Звездном пути: Дискавери»: Кола в первом сезоне и Кол-Ша (отца Кола) и Тенавика во втором сезоне. Он также появился в третьем сезоне в роли Аурелио. По роли персонаж Митчелла пользуется чем-то, похожим на инвалидную коляску, что соответствовало реальной ситуации с самим актёром с его прогрессирующим боковым амиотрофическим склерозом. Митчелл намекнул, что он будет сниматься в четвёртом сезоне в роли персонажа, который потерял свой голос. Митчелл был выбран в сериале FX «Старик» Дэном Шотцем, другом Митчелла и исполнительным продюсером «Иерихона». Роль также соответствовала состоянию Митчелла.
Митчелл был женат на актрисе Сьюзан Мэй Пратт с мая 2006 года. У них было двое детей, дочь (родилась в 2007 году) и сын (родился в 2012 году). Они проживали в Лос-Анджелесе, куда Митчелл переехал в середине 2000-х годов.
В феврале 2020 года Митчелл сообщил, что у него диагностирован боковой амиотрофический склероз, также известный как болезнь Лу Герига. Начиная с октября 2019 года он пользовался электрической инвалидной коляской. По заявлению съёмочной группы фильма «Star Trek» инвалидная коляска Аурелио была парящим креслом, чтобы помочь ему передвигаться из-за генетического заболевания. К августу 2021 года Митчелл потерял голос из-за болезни.
Кеннет Митчелл умер 24 февраля 2024 года в возрасте 49 лет.

## Фильмография
- 2019 «Капитан Марвел» — Джозеф Дэнверс
- 2007 Дом гигантов — Кит Моррисон
- 2005 Теннис, кто-нибудь…? — Ник Аллен
- 2004 «Чудо» — Ральф Кокс
- 2003 «Рекрут» — Алан
- 2002 Why Don’t You Dance? (Короткометражный фильм) — Крис
- 2001 The Green Ric — Короткометражный фильм
- 2000 No Man’s Land Soldier — Короткометражный фильм